# Torneo Promocional Amateur
O Torneio Promocional Amateur, também chamado apenas de Promocional Amateur ou Torneio Promocional, é a competição que corresponde à quinta e última divisão do futebol argentino para clubes diretamente filiados à Associação do Futebol Argentino (AFA). O campeonato substituiu a Primera D a partir de 2024.

## Antecedentes
No início de 2023, a Associação do Futebol Argentino (AFA) anunciou a unificação das divisões Primera C e Primera D para a temporada seguinte. O lugar desta última — que representava a quinta divisão para clubes diretamente filiados à AFA — passou a ser ocupado pelo Torneio Promocional Amateur.
A competição é restrita a jogadores amadores com, no máximo, 25 anos completos até 31 de dezembro do ano em curso. Entretanto, é permitida a participação de atletas profissionais que tenham realizado seu primeiro registro justamente no clube pelo qual estão inscritos.

## Regulamento

### Acessos
Os 12 clubes participantes do torneio são divididos em dosi grupos de seis equipes cada, em sistema de pontos corridos, em turno e returno. Os líderes de cada grupo se enfrentam em final única, disputada em campo neutro, para definir o campeão. O vencedor dessa decisão disputa uma partida de promoção contra um clube da Primera C. Caso vença, conquista o acesso à categoria superior; se perder, permanece na mesma divisão.

## Histórico
Com a participação de 14 clubes convidados, a primeira edição foi disputada em 2024, a partir de 23 de fevereiro. O Club Deportivo Camioneros conquistou o primeiro título da temporada ao sagrar-se campeão matemático com três rodadas de antecedência para o fim do Torneio Apertura, garantindo assim o acesso — o primeiro do ano considerando todas as divisões do futebol argentino. O Club Estrella del Sur ficou com o segundo acesso, ao conquistar o título do Torneio Clausura. Já o Deportivo Camioneros também levou a Copa dos Campeões.

## Estatísticas

### Campeões
| Edição | Torneio  | Campeão                   | Vice-campeão              | Notas e referências |
| ------ | -------- | ------------------------- | ------------------------- | ------------------- |
| 2024   | Apertura | Deportivo Camioneros (33) | Estrella del Sur (25)     |                     |
| 2024   | Clausura | Estrella del Sur (33)     | Deportivo Camioneros (26) |                     |

### Títulos por equipe
| Equipe               | Título(s) | Ano(s) do(s) título(s) | Vice(s) | Ano(s) do(s) vice(s) |
| -------------------- | --------- | ---------------------- | ------- | -------------------- |
| Deportivo Camioneros | 1         | Apertura de 2024       | 1       | Clausura de 2024     |
| Estrella del Sur     | 1         | Clausura de 2024       | 1       | Apertura de 2024     |